# Salvia granatensis
El romero blanco o romero de acantilado (Salvia granatensis) es una especie de la familia de las lamiáceas endémica de las provincias de Málaga y Granada, en el sur de España.
Se encuentra catalogado como especie en peligro crítico de extinción según la Unión Internacional para la Conservación de la Naturaleza (en inglés: International Union for Conservation of Nature) o UICN.

## Distribución
El área de distribución nativa de esta especie se extiende en el sur de España.

## Taxonomía
La especie fue descrita inicialmente como Rosmarinus tomentosus por Arthur Huber-Morath y René Charles Maire y publicado en Bulletin de la Société d'Histoire Naturelle de l'Afrique du Nord 31: 79, en 1940, actualmente es un sinónimo de esta; y ulteriormente, sería descrita como Salvia granatensis por Bryan T. Drew en Taxon 66(1): 141, en 2017.

#### Etimología
Véase: Salvia
granatensis: epíteto geográfico que se refiere a su localización en Granada.

#### Híbridos
- Salvia × mendizabalii (Sagredo ex Rosua) Roma-Marzio y Galasso, 2019

## Nombres comunes
- Español: romero, romero blanco, romero de acantilado.[4]